# Nicole Koller
Nicole Koller (2 mei 1997) is een wielrenster, veldrijdster en mountainbikester uit Zwitserland.
In 2012 werd Koller nationaal kampioen veldrijden van Zwitserland bij de junioren.
Op de Europese kampioenschappen wielrennen van 2014 werd Koller tweede bij de wegwedstrijd.
In 2021 werd Koller Zwitsers kampioenschap veldrijden in Hittnau.

## Palmares

### Overwinningen
2022
 Wereldkampioen gemengde ploegenestafette
2023
 Wereldkampioen gemengde ploegenestafette